# 1878年至1879年英格蘭足總盃
1878-79球季英格蘭足總盃（英語：1878-79 FA Cup），是第8屆英格蘭足總盃，今屆賽事的冠軍是伊頓舊生隊，他們在決賽以1:0擊敗卡納咸流浪，奪得冠軍。本屆賽事繼續在橢圓體育場舉行。
伊頓舊生首次贏得足總盃冠軍。

## 決賽
| 1879年3月29日 |

| 伊頓舊生           | 1–0 | 卡納咸流浪 |
| ------------------ | --- | ---------- |
| Charles Clerke 59' |     |            |

| 橢圓體育場, 倫敦 |

## 外部連結
- 英格蘭足總盃官網Archive-It的存檔，存档日期2012-04-24
- 英格蘭足總盃 歷屆冠軍（页面存档备份，存于）